# Albert Mountain (Caroline du Nord)
Pour les articles homonymes, voir Mont Albert et Mont-Albert.
Albert Mountain est une montagne des Appalaches située en Caroline du Nord, aux États-Unis. Son sommet atteint 1 594 m d'altitude. Le sentier des Appalaches passe par cette montagne.